# Morcego-de-kuhl
O morcego-de-kuhl (Pipistrellus kuhlii) é uma espécie de morcego da família Vespertilionidae. Pode ser encontrada na Europa, Norte da África e sudoeste da Ásia. Classificado como insetívoro, esse morcego utiliza da ecolocalização para se movimentar pelo ambiente, processando os sons que ele próprio emite para entender a distâncias dos objetos ao seu redor. Essas e outras características fazem com que ele seja considerado um micromorcego. 
O morcego-de-kuhl tem também o hábito de beber água todo os dias e agora pode ser facilmente encontrado em ambientes antropogênicos. 
Seu peso gira em torno de 5-7 gramas.